# Phytomastax
Phytomastax is een geslacht van rechtvleugeligen uit de familie Eumastacidae. De wetenschappelijke naam van dit geslacht is voor het eerst geldig gepubliceerd in 1949 door Bey-Bienko.

## Soorten
Het geslacht Phytomastax omvat de volgende soorten:
- Phytomastax artemisiana Bey-Bienko, 1949
- Phytomastax bolivari Uvarov, 1936
- Phytomastax elegans Pravdin, 1969
- Phytomastax hissarica Bey-Bienko, 1947
- Phytomastax meiospina Chen, 1981
- Phytomastax opaca Krauss, 1898
- Phytomastax quighaiensis Yin, 1984
- Phytomastax robusta Bey-Bienko, 1936
- Phytomastax salebrosa Stolyarov, 1969
- Phytomastax sijazovi Uvarov, 1914
- Phytomastax tianshanensis Zheng & Xi, 1994